# Stray
Stray és un videojoc d'aventures desenvolupat per BlueTwelve Studio i publicat per Annapurna Interactive. Anteriorment conegut com a HK_Project, el joc va ser llançat el 19 de juliol de 2022 per a Microsoft Windows, PlayStation 4 i PlayStation 5. La història se centra en un gat de carrer perdut en una ciutat de robots on, per escapar i retrobar-se amb la seva família, ha de resoldre un antic misteri.

## Jugabilitat
Stray és un videojoc d'aventures en tercera persona. Té elements de món obert, amb un enfocament en l'atmosfera, l'exploració i l'art. El jugador controla un gat de carrer, el qual és capaç de saltar i escalar plataformes i obstacles, així com obrir nous camins quan interactua amb l'entorn: saltant sobre galledes, bolcant llaunes de pintura, fent funcionar una màquina expenedora o esgarrapant objectes. Ha de resoldre endevinalles per avançar en la narrativa i freqüentment el joc ofereix activitats opcionals típiques d'un gat: dormir, miolar, arraulir-se amb personatges no jugables, les quals generen respostes.

## Recepció
Stray va rebre crítiques "generalment positives", obtenint una qualificació de 83/100 tant per a la seva versió de PlayStation 5 com per a la de Windows, segons el portal de ressenyes Metacritic. En línies generals, la premsa internacional va lloar Stray per aspectes com el disseny artístic, l'ambientació distòpica i l'exploració del seu món, així com els controls immersius i animacions detallades del gat protagonista. També se l'ha considerat un dels millors llançaments d'Annapurna Interactive. Múltiples mitjans han ressaltat positivament les influències i similituds de Stray amb altres jocs, llibres i pel·lícules de ciència-ficció i cyberpunk. El disseny i comportament dels Zurks són molt similars als dels Headcrabs de la sèrie de videojocs Half-Life, als eixams de rates d'A Plague Tale: Innocence o a les xinxes a la vida real, i és que, després de patir una plaga de xinxes amb els seus propis gats, part del personal de BlueTwelve va decidir convertir aquests paràsits en enemics recurrents a Stray.

### Ventes
Stray ja era un dels jocs més esperats de l'any 2022, aconseguint situar-se en els primers llocs de les llistes de desitjats i de vendes a la plataforma Steam en les setmanes prèvies al seu llançament. El joc va aconseguir un pic de jugadors simultanis a Steam superior als 60.000, superant àmpliament els anteriors rècords d'altres jocs d'Annapurna Interactive, com Twelve Minutes, Journey o Outer Wilds.